# Assens
 For alternative betydninger, se Assens (flertydig). (Se også artikler, som begynder med Assens)
Assens er en fynsk by (og tidligere købstad) med 6.001 indbyggere  (2024) beliggende ved Lillebælt. I Kong Valdemars Jordebog er Assens opført med navnet Asnæs, hvilket betyder et næs bevokset med asketræer. Byen ligger i Assens Kommune og hører til Region Syddanmark.

## Historie
Assens (Asnæs) nævnes i kong Valdemars Jordebog 1231, hvor den med sit tilliggende er ansat for 20 mark guld. Hvornår den er blevet købstad, vides ikke, men den har endnu huse, der er bygget i 1260. I 1514 besluttede Christian 2., at borgerne i Assens herefter skulle betale tiende af deres og byens jorder, som de hidtil havde betalt til Gangtofte (Gamtofte) og Kerndorp (Kærum) kirker, til Vor Frue Sognekirke i Assens, og nogle dage efter gav han byen et protektorium i almindelig form og stadfæstelse af de privilegier, som var givet til borgmester, råd og menighed i Assens af kong Hans og konger før ham, samt ret til at nyde de friheder, som borgerne i Odense havde fået af de tidligere konger, som de allerede havde kongens godkendelse af. I 1524 blev privilegierne stadfæstet af Frederik 1., men det præcise indhold er ikke kendt, da byens arkiv blev bortført af de svenske tropper under besættelsen i 1657—60. Ligesom flere af de fynske byer hørte Assens til "Kongens Fadebur", det vil sige at kongen var byens direkte herre og havde ret til direkte eller gennem sin byfoged skat og sagefald af byen (i kong Hans' tid udgjorde det 450 mark årligt). Dens navn forekommer flere gange i middelalderen, således i 1305, da Erik Menved udstedte privilegierne for Svendborg herfra, og 1396, da dronning Margrethe 1. og Erik af Pommern mødtes i Assens til forhandling med de holstenske grever. En stor del af byens betydning lå i, at den var det almindelige overfartssted fra Fyn til Jylland, en omstændighed, som dog også havde sine ulemper, da den medførte overførsel af tropper, gæsteri (pligt til at huse rejsende) og lignende. Den havde kun én sognekirke, Vor Frue (foruden højalteret havde den altre for Sankt Birgitte, Helligkors, Sankt Catharine og Sankt Gertrud), flere gilder, deriblandt et Sankt Jørgens Gilde, et Helligåndshus og et kloster.
Provsten i Tofte havde hvervet som forstander for Helligåndshuset, en stiftelse for fattige og syge, i hvilken plejen formodentlig er blevet udført af en slags gejstligt broderskab. Perioden, hvor stiftelsen fungerede, og beliggenheden kendes ikke; det nævnes første gang i 1472, da Eiler Hardenberg og Otto Skinkel gav det to gårde i Balslev og Viby. I begyndelsen af det 16. århundrede overgav provsten det øjensynligt til Karmeliterordenen, muligvis for at bygningerne i stedet kunne benyttes til det Vor Frue eller Karmeliterkloster, som på det tidspunkt blev grundlagt i Assens; til gengæld skulle så klosteret opføre et nyt hospital. Takket være den første prior, prædikanten Morten Petersen, blev klosteret ganske hurtigt anerkendt, men efter Petersens fratræden i 1514 gik det hurtigt tilbage for det, og i 1515 blev karmeliterne forpligtet til at overlevere provsten i Tofte alle Helligåndshusets klenodier, breve og privilegier mod at beholde dets bygninger og kapel og opføre det nye Helligåndshospital. Hospitalet blev tilsyneladende opført i "Sankt Gertruds Kloster", som Resen siger, har ligget på pladsen mellem Strandgade, Strandgyde, Ramsherredgyde og Ramsherred. Vor Frue Kloster blev relativt hurtigt nedlagt, især som følge af reformatoren Peder Laurentsens indsats; han havde været munk her. I 1530 blev bygningerne overdraget til borgmesteren og rådet med henblik på nedrivning; hvor de har ligget, vides ikke.
Lidt uden for byen har der ligget et kapel (en mark kaldes endnu Kappelmarken) og en sundhedskilde.

### Renæssancen
Efter reformationen, som hurtig vandt indpas i Assens, båret frem af den ovennævnte Laurentsen og Chr. Skrok, bragte Grevens Fejde en hård tid for byen. Den erklærede straks sin støtte til Christian 2. I marts 1535 begyndte Johan Rantzau at belejre byen, og dagen efter slaget ved Øksnebjerg, den 12. juni 1535, blev den stormet og plyndret, efter at en stor del af borgerne havde forladt den. Byen blev hårdt beskattet og desuden efter sigende straffet med, at dens gamle befæstning med ringmure og porttårne blev revet ned, men dette er vist kun for en del rigtigt. I 1628 fik byen ifølge kongelig ordre atter en befæstning bestående af en vold, som tilsyneladende havde fem bastioner og en foranliggende grav; i volden var der fire murede porte, som antagelig stammede fra den gamle befæstning, og af ringmurene har man såvel noget syd for Adelgade som ud til stranden, der tidligere har gået langt højere op, fundet fundamenter i det 19. århundrede. Foruden de fire stenporte, som havde navn efter de gader, de lukkede for: Strandport, Ladegaardsport, Ramsherredsport og Østerport (nedrevet hhv. 1859, 1841, 1851 og 1845), kom der, vistnok i det 18. århundrede, to stakitporte til, Kongens Port og Mølleport (i Ny Adelgade og Damgade).
Byen rejste sig ganske hurtigt efter Grevens Fejde og gjorde senere i det 16. århundrede Nyborg rangen stridig som Fyns næstmest betydende by. Men velstanden fik et alvorligt knæk ved Svenskekrigen 1657—60. Assens var måske den by på Fyn, der led mest. Den blev plyndret 30. januar 1658 og senere ofte brandskattet og pint med indkvarteringer. Skaden ansloges af byens mænd i 1660 til over 59.900 rigsdaler.

### Under enevælden
I 1672 havde den 1.084 indbyggere, og 1769 var tallet kun steget til 1.139. I det 19. århundrede voksede den derimod betydeligt.
Assens har haft en latinskole, som blev nedlagt i 1740.

### Assens anno 1778
Der er for få eller ingen kildehenvisninger i dette afsnit, hvilket er et problem. Du kan hjælpe ved at angive troværdige kilder til de påstande, som fremføres.

"Assens" Købstad i Assens Amt, Fyens Stift, ligger 5 mile fra Odense, 4 fra Faaborg og 4 fra Middelfart. Byens våben er et lam med en fane 1591.
Kirken er anseelig med et ottekantet tårn og et ottekantet spir, på den østre side et mindre ottekantet spir, alt med bly belagt, der kaldes Vor Frue Kirke og fik en del tilbygninger 1500 af Peder Berrildsen. Prædikestolen er et smukt billedhuggerarbejde, stærkt forgyldt, døbefonten er også meget smuk.
I byen er to danske skoler, fem fattigboder. Rådstuen består af to etagers bindingsværk. Nu er der kun en borgmester, som tillige er byfoged, og en by- og rådstueskriver. Bytinget holdes om tirsdagen.
Af private bygninger er der 260, hvoriblandt en del store gårde, dog alle af bindingsværk, som på nogle år er meget forbedrede og forsikret for 70.300 rigsdaler i brandkassen. Der er 13 gader, et torv og fire grundmurede poste (vandpumper).
Indbyggerne består af 5 gejstlige, 11 kongelige betjente, 10 købmænd, 103 håndværkere, i alt 170 borgere og 830 personer, foruden en eskadron
dragoner.
Byen har fem skibe, en jagtbåd og nogle både. Havnen er temmelig god, da et rev fra næsset skyder sig langt ud i havet og gør at fartøjerne kan ligge i sikkerhed. Færgerne er to åbne smakker, en postjagt og to store både.
Byens jorder er 176 tønder 6 skæpper hartkorn. Enhver har sin del for sig selv. Der er to korn- og grynmøller og en stampemølle til et feldberederi ved en bæk lige uden for byen. Konsumptionen er 2.830 rigsdaler. Markeder holdes den 27. juni, 7. oktober og 28. oktober.
Ved Assens er der tre kilder, den ene ved strandbredden kaldet en helligkilde. Den anden ligger noget derfra ved strandbredden og den tredje oppe på marken, den har ypperligt vand.

### Den tidlige industrialisering
Anlægget af den fynske hovedbane, der formindskede byens opland, såvel som ophøret af den regelmæssige dampskibsforbindelse med Sønderjylland efter krigen i 1864 skadede byen en del, og indbyggertallet aftog ret betydeligt de nærmeste årtier. Fra begyndelsen af 1880'erne begyndte den dog atter at vokse som følge af anlæggelsen af Assens-Tommerup-banen i 1884.
Assens' befolkning var som helhed stigende i slutningen af 1800-tallet, men stagnerede i begyndelsen af 1900-tallet: 2.963 i 1850, 3.262 i 1855, 3.589 i 1860, 3.461 i 1870, 3.196 i 1880, 4.026 i 1890, 4.665 i 1901, 4.645 i 1906 og 4.629 i 1911.
Af fabrikker og industrielle anlæg fandtes ved århundredeskiftet blandt andet:
- Assens Sukkerfabrik (et stort bygningskompleks mod sydvest uden for byen, opført 1883—84 efter tegninger af professor Ove Petersen, tilhørende De Danske Sukkerfabrikker; den producerede årligt 12 à 15 millioner pund sukker; under roekampagnen beskæftigede den omtrent 250, uden for den 70 arbejdere). Sukkerfabrikken havde to roebaner (og en tredje fra Salbrovad) og fire saftstationer tilknyttet.[9] Sukkerfabrikken lukkede ved udgangen af 2006,[10] og omdannet til idrætshallen Arena Assens og rådhus i 2011.

- Et svineslagteri (i nærheden af sukkerfabrikken, opført 1883—84 efter tegninger af arkitekt Levy, tilhørende det 1897 oprettede aktieselskab "De danske Svineslagterier" i København)
- Bayersk- og hvidtøls-"Bryggeriet Vestfyen" (et 1885 oprettet aktieselskab, aktiekapital 117.000 kr.; den årlige produktion var omtrent 3.000 td. bayersk og 2.000 td. hvidtøl)
- Et jernstøberi og maskinfabrik (22 arbejdere)
- En klædefabrik (14—15 arbejdere)
- En vand- og dampmølle (Kaals Mølle)
- En chokoladefabrik
- En kødvarefabrik
- To kalkværker
- En hattefabrik

Byen fik gasværk i 1855.
I Assens blev udgivet tre aviser: Assens Avis, Assens Amts Avis og Aarup Folkeblad.
Befolkningens sammensætning efter næringsvej var i 1890:
- 416 levede af immateriel virksomhed
- 1673 af håndværk og industri
- 741 af handel og omsætning
- 157 af søfart
- 25 af fiskeri
- 212 af jordbrug
- 24 af gartneri
- 584 af forskellig daglejervirksomhed
- 147 af deres midler
- 42 nød almisse
- 5 var i fængsel.

I landdistriktet var fordelingen
- 23 levede af immateriel virksomhed
- 32 af jordbrug
- 93 af industri
- 6 af handel
- 47 af søfart
- 77 af forskellig daglejervirksomhed

Ifølge en opgørelse i 1906 var indbyggertallet 4.645, hvor beskæftigelsen fordelte sig således:
- 296 ernærede sig ved immateriel virksomhed
- 269 ved landbrug, skovbrug og mejeridrift
- 91 ved fiskeri
- 2.246 ved håndværk og industri
- 775 ved handel med mere
- 508 ved samfærdsel
- 252 var aftægtsfolk
- 128 levede af offentlig understøttelse
- 80 af anden eller uangivet virksomhed.

### Mellemkrigstiden
Gennem mellemkrigstiden var Assens indbyggertal svagt stigende:
| År   | Indbyggere |
| ---- | ---------- |
| 1921 | 4.523      |
| 1921 | 4.674      |
| 1925 | 4.829      |
| 1930 | 4.842      |
| 1935 | 4.827      |
| 1940 | 4.602      |

Ved folketællingen i 1930 er der opregnet følgende erhvervsfordeling:
- 321 ernærede sig ved immateriel virksomhed
- 2.140 ved håndværk og industri
- 694 ved handel mm
- 466 ved samfærdsel
- 201 ved landbrug, skovbrug og fiskeri
- 385 ved husgerning
- 552 var ude af erhverv
- 83 havde ikke oplyst indkomstkilde

Med indvielsen af Lillebæltsbroen i 1935 mellem Middelfart og Snoghøj mistede Assens sin betydning som knudepunkt for trafikken mellem Fyn og Jylland, og byens udvikling stagnerede i midten af 20. århundrede.

### Efterkrigstiden
Efter 2. verdenskrig fortsatte Assens sin stagnerende befolkningsudvikling. I tilknytning til købstaden fremvoksede to forstæder i Gamtofte Kommune.
| År                   | 1945  | 1950  | 1955  | 1960  | 1965  |
| -------------------- | ----- | ----- | ----- | ----- | ----- |
| Assens købstad       | 4.826 | 5.053 | 5.012 | 4.937 | 5.041 |
| Middelfartvej        | -     | -     | -     | 101   | 164   |
| Kildensmindevej      | -     | -     | -     | 35    | 51    |
| Assens med forstæder | 4.826 | 5.053 | 5.012 | 5.073 | 5.256 |

## Økonomi og erhverv
Byen rummer mange små og mellemstore virksomheder, herunder chokoladeproducenten Summerbird, bryggeriet Vestfyen, sæbeproducenten Plum og Skandinavisk Tobakskompagni. I mange år var byens skibsværft, Assens Skibsværft A/S etableret i 1850, en af de største arbejdsgivere i byen.
Byen laver strøm fra eget kraftvarmeværk på 15 MW fyret med lokal biomasse, solceller på 6,2 MW, og en vindmølle på 1,3 MW. Desuden produceres fjernvarme fra kraftværket og fra 2,3 MWe varmepumpe og 16 MW elkedel.

## Kultur
Assens indviede i 2004 et stort kulturhus, Tobaksgården, med biograf, udstillingssal, teater- og koncertsal, café, musikskole og turistbureau. Bygningerne har været anvendt til fremstilling af tobaksprodukter i en periode fra 1883, men huset har rødder tilbage til 1682.

### Attraktioner og seværdigheder
Fire af Museum Vestfyns fem afdelinger ligger i Assens: Ernsts Samlinger, Toldbodhus, Willemoesgården og lokalarkivet.
I lighed med Varde og Køge Mini-By finder man en model af det gamle Assens, Assens Miniby, med foreløbig mere end 60 huse.

### Tro og religion
Byens sognekirke, Vor Frue Kirke, stammer fra det 15. århundrede og har et ottekantet tårn.
I byen findes desuden
- Jehovas Vidner har en rigssal på Vagtelvænget.

Tidligere fandtes desuden Vor Frelsers Kirke, en katolsk kirke, der var opført i 1926-1927. Kirken blev afhændet i 2017 og er nu omdannet til boliger. Den katolske menighed holder nu gudstjenester i "Assisi" i Damgade.

### Idræt
Assens har forskellige faciliteter idrætsfaciliteter i og omkring byen: Træningsbaner, stadion og en byhal.
Den 17. juni 2011 blev et nyt idrætscenter, Arena Assens indviet i Assens. Arenaen er delvist indrettet i den tidligere saftstation, der var en del af Assens Sukkerfabrik. Arenaen er nabo til Assens' rådhus, som er indrettet i andre af sukkerfabrikkens bygninger. Arenaen har to store haller, en café (Saftstationen), træningscenter og en række mindre lokaler til holdtræning.

### Skole
I byen ligger 3 skoler. Peter Willemoesskolen (tidl. Assensskolen) som er folkeskolen i byen. Strandmølleskolen, som er en privatskole. Og Pilehaveskolen, som er en specialskole.

### Venskabsbyer
- Ljusdal
- Oeversee